# Barela
Barela é uma cidade e uma nagar panchayat no distrito de Jabalpur, no estado indiano de Madhya Pradesh.

## Geografia
Barela está localizada a 23° 06′ N, 80° 03′ L. Tem uma altitude média de 405 metros (1328 pés).

## Demografia
Segundo o censo de 2001, Barela tinha uma população de 10 874 habitantes. Os indivíduos do sexo masculino constituem 53% da população e os do sexo feminino 47%. Barela tem uma taxa de literacia de 70%, superior à média nacional de 59,5%; com 59% para o sexo masculino e 41% para o sexo feminino. 14% da população está abaixo dos 6 anos de idade.